# Firesprite
Firesprite est un studio anglais de développement de jeux vidéo formé en 2012 par d'anciens membres du Studio Liverpool basé à Liverpool, au Royaume-Uni,,.

## Histoire
Firesprite a été fondée en 2012 par Graeme Ankers en tant que directeur général, Lee Carus en tant que directeur artistique, Chris Roberts en tant que directeur technique, Stuart Tilley en tant que directeur du jeu et Stuart Lovegrove en tant que directeur de la programmation. Le studio est composé de certains développeurs qui faisaient partie du Studio Liverpool à l'origine lorsqu'il s'appelait encore Psygnosis. Les cinq personnes de l'équipe de direction principale du studio ont travaillé sur des jeux pour chaque console PlayStation. Psygnosis était surtout connu pour la série Wipeout.
En 2013, l'équipe a aidé à développer l'un des titres de lancement de la PlayStation 4, un jeu de réalité augmentée, The Playroom. Run Sackboy! Run! suivi sur les appareils mobiles en 2014. Encore une fois en collaboration avec SIE Japan Studio, et l'un des titres de lancement du Playstation VR, The Playroom VR a été créé "par la même équipe qui vous a apporté The Playroom sur PS4" et sorti en 2016.
À la suite de cela, en mai 2019, il a été annoncé qu'une mise à jour serait bientôt publiée pour The Persistence. Lancée en tant que mise à jour gratuite pour les propriétaires du jeu, l'édition complète apporta pour la première fois The Persistence aux téléviseurs à écran plat.
En mars 2021, la société a annoncé un partenariat avec Cloud Imperium Games pour travailler sur Theaters of War (titre provisoire), un mode de jeu multijoueur interarmes à grande échelle en développement pour le jeu Star Citizen. Leur partenariat a commencé au début de 2019 après que Cloud Imperium a exposé sa vision du mode de jeu.
En septembre 2021, Sony Interactive Entertainment a annoncé avoir acquis le studio. Plus tard dans le mois, Firesprite a annoncé qu'elle avait acquis Fabrik Games, portant l'effectif du studio à 265. Pour répondre à la croissance du studio, Sony a indiqué en juin 2022 qu'il déplacerait le siège social de Firesprite dans un espace de bureau de 50 000 pieds carrés dans Duke & Parr Street,.

## Jeux développés
| Titre                            | Année | Plateforme                                                                                  | Note(s)                                                                                  |
| -------------------------------- | ----- | ------------------------------------------------------------------------------------------- | ---------------------------------------------------------------------------------------- |
| The Playroom                     | 2013  | PlayStation 4 avec PlayStation Camera                                                       |                                                                                          |
| Run Sackboy! Run!                | 2014  | PlayStation Vita, Android, iOS                                                              |                                                                                          |
| The Playroom VR                  | 2016  | PlayStation 4 avec PlayStation VR                                                           |                                                                                          |
| Air Force Special Ops: Nightfall | 2017  | PlayStation 4 avec PlayStation VR                                                           |                                                                                          |
| The Persistence                  | 2018  | PlayStation 4 avec PlayStation VR                                                           |                                                                                          |
| The Persistence                  | 2020  | PlayStation 4, PlayStation 5, Xbox One, Xbox Series X/S, Nintendo Switch, Microsoft Windows | Édition améliorée sortie sur PlayStation 5, Xbox Series X/S et Microsoft Windows en 2021 |
| Horizon Call of the Mountain     | 2023  | PlayStation 5 avec PlayStation VR2                                                          | Co-développé avec Guerrilla Games                                                        |
| Star Citizen                     | NC    | Microsoft Windows                                                                           | mode Theaters of War, co-développé avec CIG                                              |